# Иванов, Валерий Николаевич (Валериус)
Валерий Николаевич Иванов (творческий псевдоним Валериус, род. 13 июня 1968, Сибай, Башкирская АССР) — современный художник, перформер, иллюстратор книг, куратор,дизайнер.
Член Союза художников РФ, член Творческого Союза художников России.
Используемая техника в работах: живопись, коллаж, паблик-арт, скульптура, перформанс.
Работы Валерия выставлены в 12 галереях, в том числе в коллекции короля Непала и Королевской коллекции Беактрис — королевы Нидерландов.
Стиль Валерия Иванова искусствоведы определяют как этно-инфанс.
В 2005 году в Нидерландах была выпущена почтовая марка, посвященная творчеству Валериуса.
Активно занимается благотворительностью.
Живёт и работает в Санкт-Петербурге.

## Биография
Родился в городе Сибай, Башкирия. В семье инженеров.

В12 лет покинул родительский дом и начал обучаться в художественном интернате в Уфе.
В мастерской Рашида Нурмухаметова он увидел реалистические картины. А на выставке Владимира Жигулина был потрясен магической живописью. Педагоги удивлялись «иным мирам», которые жили в голове мальчика и возникали на его картинах. Это был сюрреализм с коллажами и текстами. — Татьяна Краснова
В 1993 году окончил кафедру дизайна Санкт-Петербургской государственной художественно-промышленной академии.
Член союза художников России, постоянный участник проекта «Мастер-Класс».
Директор галереи «BLICK» (Чехия), основатель и арт-директор ValeriusARTstudio.
Творчество художника представлено в образовательной программе Pat Masson Fine Art.
С 1996 г творчество Валериуса преподаётся на ежегодном всеамериканском конгрессе преподавателей искусств.
Дизайнер и архитектор российского стенда HELSINKI BOOK FAIR 2009. Именно его работы из серии «Читатель мира» легли в основу оформления пройдет в финской столице.
Автор проектов «Королевство любителей улиток», «Выставки для рыб», эко-перформанса «Дом для путешественников», «cказочных» трамваев и троллейбусов Петербурга.
Один из первых резидентов Пушкинской 10. Автор обложек альбомов группы ДДТ «Оттепель», «Актриса Весна», клип «Дождь».
Проводит мастер-классы для детей и взрослых.
Участвует в различных, в том числе и благотворительных, проектах, в том числе проекте «Лица России».
Работы художника находятся в 12 западных галереях и многих частных коллекциях России, США, Франции, Швеции., в том числе в Королевской коллекции Шри Панч Бирендры Бир Бикрам Шах Дева — короля Непала и Королевской коллекции Беактрис — королевы Нидерландов, в коллекциях Санта Клауса (Финляндия), группы «А-НА» (Норвегия), баронессы де Ротшильд, в Екатеринбургском музее изобразительных искусств, в Петербургском Городском музее кукол, в парке Монрепо, в Лодейнопольском историко-краеведческом музее
В 2005 году в Нидерландах была выпущена почтовая марка, посвященная творчеству Валерия Иванова (настоящее имя художника).
В 2006 году именем художника Валериуса была названа одна из улиц в нидерландском городе Брюнсюм.
В 2011 году входит в состав жюри конкурса молодых талантов среди школьников Санкт-Петербурга «Звезда удачи».
в 2021 году биография Валерия Иванова, написанная Татьяной Красновой входит в книгу проекта «Любимые художники Башкирии» — «Башкирия — кладезь талантов».
В 2022 нарисовал картину на 400 квадратных метрах. Раскраска называется «Река жизни», её кусочек в Архангельске называют «Белой рекой жизни». Художник претендует с этой раскраской на Книгу рекордов России.

### Семья
- мама — Раиса Хамедьяновна Иванова живёт в посёлке Аркаим
- сын
- дочь Екатерина.
- сестра — Наиля Кадырова[7]

## Техника «Царапки»
«Царапки» — это картинки на мелованном картоне, выполненные масляными красками. На картоне процарапывается рисунок, сверху наносится тонкий слой краски, тем самым, рисунку придается объём и фактурность. Особенность техники «Царапки» заключается в том, что она позволяет наслаждаться искусством не только обычным ценителям живописи, но и людям, лишенным зрения. Для таких людей тактильные ощущения полноценно заменяют визуальное восприятие.
Его авторская техника «царапки» позволяет любоваться картинами слабовидящим людям.
Авторская техника «Царапки» позволяет почувствовать свободу творчества. Это нечто среднее между граттажем и линогравюрой. Любой результат в этой технике — прекрасен. Она развивает тактильные ощущения. — Татьяна Краснова

## Избранные выставки
Персональные выставки:
Colores del Girasol, Marbella
1990 Goda Galleri, Amsterdam
ABC TREE HOUSE GALLERI, Amsterdam
Ann Jacob Gallery, GA
Art Vivian Gallery, Charlotte, NC
B.Deemer Gallery, Louisville, KY
Carlton Gallery
Greekside Galleries Banner Elk, NC
2004 «Королевство любителей улиток» в ресторане Canvas Ренессанс Санкт-Петербург Балтик Отель
2005 «Король Королевства Улиток» Комфорт Отель" Санкт-Петербург
2009 Персональная выставка Комфорт Отель" Санкт-Петербург
2016 Центральный музей связи им. А. С. Попова, Санкт-Петербург, Россия
«Путь невиданных чудес», Арт-муза
«Рождественское чудо» Выборгский замок, Россия
2018 «Путь невидимых чудес», библиотека Кировских островов
2019 Персональная выставка, лайфстайл-центр «Башкирия»
2020 персональная выставка художника Валерия Иванова — VALERIUS «AngelsARTspace», Санкт-Петербург
2021 Разговор о чём-то большем, Комсомольск-на-Амуре
Angels ART space, Вселенная Ангелов, Санкт-Петербургский Музей Игрушки
«Земля — Кассиопея. Транзит», библиотека «Екатерингофская», Санкт-Петербург
2022 «С той стороны стекла», Выборгский замок
«Пространство ангелов». Алексинский художественно-краеведческий музей

## Оценка творчества
Художник Валерий Иванов создает свои картины «из бабушкиного халата». Яркие краски, круговые узоры действительно напоминают узорчатые одеяния восточных женщин. Узоры не бессмысленные: в них просматривается то глаз, то улитка, то птичка. Наверное, поэтому творчество Валерия так интересует детей-аутистов, и сами они пробуют творить в той же манере 
Обратите внимание, какая цветопередача — здесь синий, жёлтый, огромное сердце. Это не тот типичный, классический ангел, которого привыкли все воспринимать. Это нечто другое, другая субстанция, другое восприятие мира, жизни

## Фестивали и награды
Номинант Премии МИРа в номинации «Здравая инициатива».

## Наиболее известные работы
- проект «Королевство любителей улиток»[7]
- Раскраска «Река жизни» 2022[38][39][40][41]

## Художник-иллюстратор
Расказки Оли Жданкиной с раскрасками художника Валериуса. 2022.

## Благотворительная деятельность
В 2008 принял участие в благотворительной аукцион «Беслан. Искусство Возрождения» в пользу детей Беслана. DIEHL + GALLERY ONE
Валериус участвует в массовых мероприятиях не только, как автор собственных работ, но и как организатор позитивного совместного творчества. Он регулярно проводит мастер-классы для школьников, студентов, детей, находящихся на лечении в больницах и хосписах, их родителей, детей с особенностями развития, учеников художественных школ. Работая в библиотеках и воскресных школах православных храмов, художник приобщает всех участников к совместному созданию артобъектов. Валериус предлагает людям уникальные масштабные раскраски, чтобы каждый участник смог внести свою лепту, повлиять на общий замысел произведения.
За последние несколько лет при участии Валериуса было реализовано множество интересных и общественно-значимых проектов, в числе которых мероприятие, посвящённое закрытию на реконструкцию башни Св. Олафа в Выборгском замке; проведение выставки и серии масштабных мастер-классов для детей и взрослых в Центральном музее связи имени А. С. Попова; многократное участие с программой DreamART на чемпионате по большому теннису на колясках Мегафон Dream Cup; ежегодное празднование Дня Птиц и благотворительные мероприятия с целью поддержки подопечных Детского Хосписа.
Художник продолжает активно участвовать в различных проектах, поддерживающих идею совместного творчества, как терапии для всех участников, будь то дети или взрослые.
Сотрудничает:
благотворительным фондом «АдВита»
благотворительным фондом «Милость»
НКО «Элеос»